# Wiązowiec (Lublin)
Wiązowiec (prononciation [vjɔ̃ˈzɔvjɛt͡s]) est un village de la gmina d'Urszulin, du powiat de Włodawa, dans la voïvodie de Lublin, situé dans l'est de la Pologne.
Il se situe à environ 31 kilomètres au sud-ouest de Włodawa (siège du powiat) et 46 kilomètres au nord-est de Lublin (capitale de la voïvodie).
Le village comptait approximativement une population de 210 habitants en 2006.

## Administration
De 1975 à 1998, le village est attaché administrativement à l'ancienne voïvodie de Chełm.

Depuis 1999, il fait partie de la nouvelle voïvodie de Lublin.